# Giulio Parisio
.Giulio Parisio (Napoli, 14 marzo 1891 – Napoli, 17 febbraio 1967) è stato un fotografo italiano.

## Biografia
Artista poliedrico che ha sperimentato tecniche e materiali diversi, spaziando dalla fotografia, campo in cui eccelse, al disegno architettonico, dall’arte ceramista alla scenografia, ma soprattutto fu uno sperimentatore di fama internazionale nel campo della fotografia. Nel corso della sua lunga attività abbracciò differenti campi della fotografia utilizzata sempre con spirito artistico.
Enfant prodige della fotografia esegue le sue prime fotografia all'età di otto anni " trafugava gli apparecchi rudimentali di suo padre, appassionato dilettante di fotografia; a soli 15 anni realizzò un'edizione delle Cartoline illustrate che riuscì ad ottenere con "mezzi di fortuna". Giovanissimo divenne fotoreporter prima de Il Mattino e poi de Il Roma. Durante il primo conflitto mondiale venne arruolato nel corpo del rilevamento fotografico aereo nella spedizione italiana in Dalmazia per "documentare le vestigia italiane nella Dalmazia". Sospeso in aria, attaccato alla rete di un pallone aerostatico realizzava le sue fotografie di rilevamento. La prima mostra personale si tenne il 30 agosto 1919 al Teatro Verdi di Zara. Il suo reportage dalla Dalmazia ebbe un notevole successo di pubblico e di critica. La mostra venne replicata a Napoli ed a Roma. Giulio Parisio venne per questo motivo ricevuto dal Re Vittorio Emanuele in udienza privata per essere insignito dell'onorificenza di Cavaliere dell'Ordine della Corona d'Italia, divenendo in seguito fotografo ufficiale di S.A.R. Il Principe di Piemonte, della Principessa Maria Pia e del Principe di Napoli (casa Savoia e poi d'Aosta). 
Alla metà degli Anni Venti aprì il suo Atelier a Napoli, nella Piazza del Plebiscito sotto i portici della basilica di San Francesco di Paola. Con il suo amico artista Carlo Cocchia fondò all'interno del suo atelier "la casa dell'arte" battezzata dai due artisti come la "Bottega della decorazione" inaugurata il 14 novembre del 1928. In questo luogo dell'arte esposero gran parte degli artisti dell'epoca tra cui Vincenzo Gemito, Vincenzo Caprile, Francesco Jerace, Giuseppe Casciaro, Vincenzo Irolli etc.) e tanti altri.
Tra gli anni venti e trenta Parisio fu molto attivo in svariati campi dell'arte fotografica. Già negli anni venti Giulio Parisio si cimentò con grande successo nella fotografia pubblicitaria ed industriale. In poco tempo Parisio divenne il fotografo industriale più conosciuto del tempo, coniugando l'utile al bello con una grande sensibilità e ricerca estetica. Il lavoro più significativo in questo campo è certamente il catalogo eseguito per conto dell'imprenditore Rodolfo Wenner, figlio del pioniere Federico Alberto Wenner, che lo incaricò di documentare la sua azienda Manifatture Cotoniere Meridionali. Una delle opere più riuscite dell'editorie fotografica degli anni venti secondo Ugo di Pace. Un vero e proprio "filmato" in stampa fotografica arricchito da disegni e quadri di vari artisti del tempo, che rimane tuttora un prezioso documento storico di "archeologia industriale".
Agli inizi degli anni trenta Giulio Parisio si avvicinò al futurismo. Il suo impegno, unito all'entusiasmo ed al talento lo fecero diventare in poco tempo un autore molto apprezzato. Parisio fu infatti un esponente di rilievo del futurismo, corrente cui aderì grazie al rapporto professionale e di amicizia che lo legava all'architetto Carlo Cocchia. Marinetti lo definì il più futurista tra i fotografi del mondo. Partecipò, riportando notevoli successi, a numerosi concorsi tra i quali ricordiamo la Mostra Fotografica Futurista a Trieste nel 1932, la Prima Grande Mostra Fotografica Nazionale Futurista a Roma nel 1933. Nel 1938 progetta e realizza l'arco di trionfo vivente in occasione della visita di Hitler a Napoli avvenuta il 5 maggio 1938 nonché l’arredo urbano di tutto il percorso della visita di Hitler a Napoli.
Giulio Parisio fu l'ideatore ed il realizzatore delle prime riproduzioni fotografiche di soggetti a grandezza naturale. Le cd. “foto-luminose” erano pellicole porcellanate, ritoccate nel colore con smalti pregiati, chiuse tra due lastre di cristallo perfettamente aderenti agli orli che, sfruttando la trasparenza del cristallo e della pellicola, facevano filtrare la luce. I pannelli luminosi avevano dimensioni di circa venti metri di lunghezza per due/tre metri di altezza e riproducevano qualsiasi soggetto. Le cd. “foto-luminose” impressionarono molto i critici dell'epoca e divennero ben presto richieste sia per la valenza artistica e sia per gli effetti prospettici che creavano. Giulio Parisio non si limitava a realizzare una riproduzione ma interveniva con la propria mano sia per dare il colore alle fotografie, in un'epoca in cui esisteva solo il bianco e nero, sia per rendere più evidenti tutti quei particolari che sarebbero sfuggiti all’occhio umano in una foto normale. Le sue gigantesche foto luminose rappresentarono l'Italia nell'Esposizione di Anversa (1930) nella Esposizione Universale di Chicago (1933) e alla Brussels International Exposition (1935) (Alla Mostra Universale ed Internazionale di Bruxelles del 1935 Giulio Parisio si aggiudicò la medaglia d'oro: unico fotografo al mondo ad aver ricevuto un tale riconoscimento). Nel 1925 ottiene la medaglia d'oro all'Esposizione internazionale di arti decorative e industriali moderne di Parigi. Partecipò, tra l'atro, alla mostra del turismo al Cairo nel 1933, alla Biennale di Venezia.
Parisio è riconosciuto come un innovatore anche nell’ambito del ritratto fotografico. I suoi ritratti non seguivano le regole del tempo ma sovvertivano puntualmente le stesse.
L’esecuzione del ritratto, non più dunque soltanto tecnica realizzativa, ma interazione emotiva tra il fotografo ed il soggetto. Un’opera artistica con radici nella psicologia con un risultato unico per quei tempi: riuscire a cogliere in uno scatto l’attimo in cui la personalità del soggetto si esprime.
Tra i tantissimi ritratti si ricordano, per la tecnica innovativa, quelli di Vincenzo Gemito che colgono l’intima personalità sofferente dell’artista nel suo lo sguardo assente e pensieroso. Suscita un notevole interesse il ritratto dell’amico e collega Carlo Cocchia. Non solo ritratto ma una fotografia futurista, un’ardita composizione in cui il soggetto riesce a malapena ad intravedersi nascosto tra originali occhi di meduse.
Parisio è stato un socio storico del Circolo Artistico e Politecnico di Napoli oggi Museo del Circolo Artistico Politecnico dove curò numerose esposizioni e manifestazioni, come la mostra del 1962 in cui Parisio realizzò 64 ritratti originali, intimi e futuristi degli artisti protagonisti del Circolo Artistico. 
Nella fase finale della carriera si dedicò a fotografare il mondo dell’industria e del lavoro, collaborando con Ansaldo, Enel, Italsider, Cirio, Cementir, Pirelli, Olivetti e con altre società di rilevanza nazionale o locale che si affidarono alle sue competenze ed al suo innato estro artistico.
Numerose furono le sue partecipazioni a mostre fotografiche in Italia ed all'estero con personali in tutto il territorio italiano e presso il suo studio in Piazza del Plebiscito, spesso inaugurate e presenziate dall'autorità del tempo (Il Principe di Grecia, la Duchessa D'Aosta, Alcide De Gasperi, i Presidenti Gronchi e Leone).
Negli ultimi anni della sua vita realizzò un cortometraggio docufilm: "Il Golfo di Napoli" che gli valse nel 1954 il premio Le Nove Muse, l'attuale Premio Napoli.
Il suo studio fotografico conserva ancora parte dell’attrezzatura utilizzata dal Parisio durante la sua lunga carriera oltre circa centomila tra lastre di bromuro d'argento e negativi dei suoi lavori ed è sede dell’Archivio Fotografico Parisio, una associazione che si propone di conservare e diffondere l’opera del fotografo napoletano